# أنقليس ثعباني نحيل
أنقليس ثعباني نحيل (الاسم العلمي: Scolecenchelys macroptera) هو نوع من الأسماك، يتبع فصيلة الأنقليس الثعباني.